# Вилхелм Вирих фон Даун-Фалкенщайн
Вилхелм Вирих фон Даун-Фалкенщайн (на немски: Wilhelm Wirich von Daun Falkenstein; * 1 юни 1613; † 22 август 1682) от фамилията Даун, е чрез наследство господар на Бройч, Бюргел, Бретценхайм, Оберщайн (1623 – 1682) и граф на Фалкенщайн и Лимбург (1636 – 1667).

## Живот
Син е на граф Йохан Адолф фон Даун-Фалкенщайн (1581 – 1623) и съпругата му графиня Анна Мария фон Насау-Зиген (1589 – 1620), дъщеря на граф Йохан VII фон Насау-Зиген (1500 – 1548) и първата му съпруга Магдалена фон Валдек (1558 – 1599). Брат е на Емих (ок. 1614 – 1642). Сестра му Анна Елизабет фон Даун (1615 – 1706) се омъжва на 6 август 1636 г. за граф генерал Йохан Албрехт II фон Золмс-Браунфелс (1599 – 1648).
През 1636 г. Вилхелм Вирих получава чрез завещание графството Фалкенщайн от чичо му 3. граф Франц Христоф фон Даун-Оберщайн. През 1667 г. Вилхелм Вирих продава обеднялото Графство Фалкенщайн на херцог Карл IV от Лотарингия.
Вилхелм Вирих умира на 26 август 1682 г. на 69 години.
- Вилхелм Вирих и брат му Емих
- Гербът на фамилията Даун-Фалкенщайн
- Замък Фалкенщайн

## Фамилия
Първи брак: на 26 октомври 1634 г. в дворец Валдек с графиня Елизабет фон Валдек-Вилдунген (* 25 април 1610, Валдек; † 29 май 1647, Оснабрюк), дъщеря на граф Кристиан фон Валдек (1585 – 1637) и графиня Елизабет фон Насау-Зиген (1584 – 1661) (1584 – 1661). Те имат децата:
- Анна Елизабет (1636 – 1685), омъжена

I. на 26 март 1658 г. за граф Георг Вилхелм фон Лайнинген-Дагсбург (1636 – 1672)
II. сл. 19 юли 1672 г. за вилд-и рейнграф Георг Фридрих фон Салм-Кирбург (1611 – 1681)
- Фердинанд Кристиан (1636 – 1642)
- Каролина Августа (1637 – 1713), омъжена за свещеник Арнолд Зибел
- Амалия Сибила (* 1639), омъжена на 22 август 1664 г. за другия му полубрат Йохан Лудвиг фон Лайнинген-Дагсбург (1643 – 1687).
- Кристина Луиза (1640 – 1702), омъжена на 17 юли 1664 г. за Емих Кристиан фон Лайнинген-Дагсбург (1642 – 1702)
- син (*/† 1641)
- Вилхелмина Сибила Юлиана (* 1642)
- Карл Александер (1643 – 1659), застрелян от граф Мориц фон Лимбург-Щирум (1634 – 1664)
- Вилхелм (* 1644)
- Йохана София (* 1646)
- Холандия Юлиана (* 1646)

Втори брак: през 1663 г. с графиня Агнес Катарина фон Лимбург-Щирум-Бронкхорст (* 1629; † 27 декември 1686), дъщеря на граф Бернхард Албрехт фон Лимбург-Бронкхорст-Щирум (1597 – 1637) и Анна Мария фон Берг († 1653). Те нямат деца.